# Heilig Hartbeeld (Eerde)
Het Heilig Hartbeeld is een standbeeld in de Nederlandse plaats Eerde, in de provincie Noord-Brabant. Het staat op het plein voor de Antonius Abtkerk aldaar.

## Achtergrond
Joannes Franciscus van de Sande (1851-1926) werd in 1899 pastoor in Eerde, een kerkdorp van Veghel. Hij vierde op 20 oktober 1924 zijn zilveren jubileum en kreeg daarvoor van de parochianen een Heilig Hartbeeld aangeboden. Het beeld werd gemaakt door Jan Custers.
In verband met veranderingen aan het plein is het beeld enige malen verplaatst. Bij een verhuizing naar de pastorietuin rond 1968, wegens de aanleg van parkeerplaatsen, verloor het zijn oorspronkelijke natuurstenen sokkel. In 2009 werd het beeld gerestaureerd en herplaatst voor de kerk.

## Beschrijving
Het beeld is een staande Christusfiguur, gekleed in een lang gedrapeerd gewaad, die zijn beide armen langs het lichaam naar beneden houdt. In de handpalmen zijn de stigmata zichtbaar en op zijn borst het Heilig Hart, omwonden door een doornenkroon. In de voet van het beeld staat: 

KOMT ALLEN TOT MY

Het beeld staat op een achtkantige bakstenen sokkel. 